# Carole Laganière
Pour les articles homonymes, voir Laganière.
Carole Laganière est une réalisatrice québécoise née en 1959 à Montréal, au Québec et décédée le 6 février 2023,. 

## Biographie

### Un départ en fiction
Étudiante en science politique, Carole Laganière côtoie les milieux de gauche et prend part à différents mouvements sociaux. 
Elle réalise son premier court métrage, Jour de congé, en 1989, alors qu'elle poursuit des études en cinéma à l'Institut national supérieur des arts (INSAS) à Bruxelles, en Belgique. Le film suit le récit d'une intervenante sociale qui travaille pour une ligne d'écoute et qui reçoit son premier appel de détresse. 

### Entre préoccupations sociales et artistiques
Après avoir réalisé plusieurs oeuvres en fiction, Laganière se tourne vers le cinéma documentaire, qui lui permet de concilier ses préoccupations sociales et artistiques. Son approche axée sur l'observation lente, quasi ethnographique, se rapproche du courant du cinéma direct, emblématique du documentaire québécois des années 1960 et 1970. Elle passe de longues périodes à développer un lien de confiance avec ses sujets avant de les filmer. Selon l'artiste, le geste documentaire repose sur la créativité et la sensibilité de la personne qui observe et décrit le réel :

La transmission du réel ne doit pas se faire de façon purement réaliste, ça doit se faire avec un peu de fantaisie, d'imagination, de façon à mettre en lumière les pépites des histoires de chacun. 
Ses deux premiers moyen métrages documentaires, La fiancée de la vie (2001) et Un toit, un violon, la lune (2003) lui valent le Prix du meilleur documentaire canadien au festival international canadien du documentaire Hot Docs .
En 2006, elle réalise Country, une incursion au cœur de la culture country. 
Son film Vues de l'Est (2004) célèbre le quartier d'enfance de la réalisatrice : Hochelaga-Maisonneuve. En 2011, avec L'Est pour toujours, elle retrouve les protagonistes avec qui elle avait collaboré 7 ans plus tôt pour voir là où la vie les a porté. 
À partir de 2013, ses films se tournent vers le thème de la maladie et de la mort. Pour le long métrage Absences (2013), elle se tourne vers son expérience personnelle avec sa propre mère, alors atteinte de la maladie d'Alzheimer. Puis, en 2014, elle réalise Des adieux, un portrait de la Maison de soins palliatifs Michel-Sarrazin, à Québec.
En 2021, elle réalise le documentaire Fuir, qui suit le parcours de six femmes hébergées dans une maison d'aide pour victimes de violences conjugales. Le tournage dure trois mois. Dans une entrevue, la cinéaste explique que malgré les lourds sujets dont elle traite, elle tente toujours de trouver la lumière, même dans les situations les plus sombres. 

## Filmographie
- 1987 : Le mouchoir de poche (court métrage de fiction)
- 1989 : Jour de congé (court métrage de fiction)
- 1992 : Aline (long métrage de fiction)
- 1997 : Histoires de musées (série de docufiction)
- 1999 : Des mots voyageurs (moyen métrage de docufiction)
- 2001 : La fiancée de la vie (moyen métrage documentaire)
- 2003 : Un toit, un violon, la lune (long métrage documentaire)
- 2004 : Vues de l'Est (moyen métrage documentaire)
- 2006 : Parc Lafontaine, petite musique urbaine (moyen métrage documentaire)
- 2006 : Country (long métrage documentaire)
- 2010 : Première année (long métrage documentaire)
- 2011 : L'Est pour toujours (long métrage documentaire)
- 2013 : Absences (long métrage documentaire)
- 2014 : Des adieux (moyen métrage documentaire)
- 2015 : Un printemps incertain (court métrage de fiction)
- 2017 : Quartiers sous tension (moyen métrage documentaire)
- 2018 : Guillaume (court métrage documentaire)
- 2018 : Sylvie à l'école (moyen métrage documentaire)
- 2021 : Fuir (long métrage documentaire)

## Récompenses
- 2002 : Prix du meilleur documentaire pour La fiancée de la vie, Hot Docs de Toronto
- 2003 : Prix du meilleur documentaire pour Un toit, un violon, la lune, Hot Docs de Toronto
- 2017 : Prix Gémeaux de la meilleure réalisation pour Quartiers sous tension